# Ремез сахелевий
Ремез сахелевий (Anthoscopus punctifrons) — вид горобцеподібних птахів родини ремезових (Remizidae).

## Поширення
Вид поширений в Західній та Центральній Африці. Він трапляється в Камеруні, Чаді, Еритреї, Ефіопії, Малі, Мавританії, Нігері, Нігерії, Сенегалі та Судані.

## Спосіб життя
Ремез сахелевий мешкає у сухих саванах та рідколіссях Сахелю. Живиться комахами та ягодами. Сезон розмноження проходить з червня по вересень.